# Juvenilia (Brontë)
Pour les articles homonymes, voir Juvenilia.
Les Juvenilia des Brontë sont les œuvres de jeunesse écrites par les trois sœurs Brontë, Charlotte, Emily, Anne, et leur frère Branwell. Elles comprennent trois groupes d'œuvres :
- tout d'abord, Glass Town (ou Glass Town Confederacy), la « Confédération de la Ville de verre », créé en décembre 1827 sur une idée de Charlotte Brontë, développée par Branwell ; l'ensemble de la fratrie participe à ces premiers Juvenilia ;
- puis Gondal, créé aux alentours de 1831 par Emily et Anne Brontë, lorsqu'elles « font sécession » de la « Confédération de la Ville de verre » (Glass Town Confederacy), à peu près au moment où Charlotte s'en va étudier à Roe Head ;
- enfin Angria, qui est la prolongation de Glasstown par les seuls Charlotte et Branwell Brontë, à partir de 1834.